# Anders Lind
Anders Lind (Hørsholm, 14 december 1998) is een Deens professioneel tafeltennisser. Hij speelt linkshandig met de shakehandgreep.
Hij won brons met het team op de Europese kampioenschappen 2021.